# Shuimo
Shuimo (kinesiska: 水磨镇, 水磨) är en köping i Kina. Den ligger i provinsen Sichuan, i den sydvästra delen av landet, omkring 69 kilometer nordväst om provinshuvudstaden Chengdu. Antalet invånare är 12 574. Befolkningen består av 5 634 kvinnor och 6 940 män. Barn under 15 år utgör 13,0 %, vuxna 15-64 år 77 %, och äldre över 65 år 8,0 %.
Genomsnittlig årsnederbörd är 1 431 millimeter. Den regnigaste månaden är juli, med i genomsnitt 351 mm nederbörd, och den torraste är januari, med 12 mm nederbörd.